# Golubinci
Golubinci (v srbské cyrilici Голубинци) jsou vesnice v Srbsku, administrativně součást města Stara Pazova. Nacházejí se západně od Staré Pazovy, u silnice směrem k městu Ruma.
V roce 2011 měla obec 4721 obyvatel. Místní obyvatelstvo je převážně srbské a menšinově chorvatské národnosti.
Hlavní pamětihodností obce je zámek Šlos, ve kterém žila první milenka Ludwiga van Beethovena. Zámek byl vybudován v druhé polovině 18. století.
V roce 1813 v obci pobýval srbský vůdce vzbouřenců Karađorđe Petrović.